# Center color
《center color》為林原惠的第11張原創音樂專輯（錄音室專輯）。
於2004年1月7日由King Records發行。

## 解說
總共收錄了14首歌，其中包含了未收錄於前作「feel well」的單曲「Northern lights」、「Treat or Goblins」等。因此，本作與前作「feel well」相同，整體構成上與精選輯無異。雖然只有單曲「Makenaide Makenaide」未收錄其中，但「KOIBUMI」也未以原始音源（オリジナル音源）收錄。
附有收錄了「KOIBUMI」兩首歌的音樂錄影帶DVD。
如專輯標題，主題為「顏色」，CD包裝設計也使用了紅（＝other color）、藍（＝our color）、綠（＝your color）3色進行構成。

## 收錄曲
1. KOIBUMI <remix version>
  - 作詞：MEGUMI、作曲・編曲：高橋剛
  - 電視動畫《朝霧的巫女》片尾曲的remix版本
  - 在單曲版本中使用了和式樂器，但在這張專輯中的版本將此種樂器全部拿掉。
2. 影像
  - 作詞：MEGUMI、作曲・編曲：高橋剛
  - 單曲《Northern lights》B面曲
  - 電視動畫《通靈王》第2代片尾曲
3. brave heart <moon shake version>
  - 作詞：MEGUMI、作曲：太田美知彦、編曲：十川知司
4. Treat or Goblins
  - 作詞：李醒獅、English Words by Mamie.D.Lee、作曲・編曲：鷺巢詩郎
  - 電視動畫《阿倍野橋魔法商店街》片頭曲
5. Cream Puff Shuffle <MEGUMIX Version>
  - 作詞：李醒獅、English Words by Mamie.D.Lee、作曲・編曲：光宗信吉
  - 於2001年與上谷麻紀、Nat's合作，以P.P.S.名義發行的樂曲，此為重新錄製的版本。
  - 單曲為電視動畫《飛天小女警》（東京電視台播放版）片頭曲
6. 你的心（あなたの心に）
  - 作詞：中山千夏、作曲：都倉俊一、再現：鷺巢詩郎
  - 雙A面單曲《Treat or Goblins》B面曲
  - 電視動畫《阿倍野橋魔法商店街》片尾曲
  - 前歌手兼前元參議院議員－中山千夏的翻唱曲
7. 幸福是一點一點堆積起來的（幸せは小さなつみかさね）
  - 作詞・作曲：MEGUMI、編曲：岩本正樹
  - 單曲《A HOUSE CAT》B面曲
  - OVA《萬能文化貓娘DASH》片尾曲
8. 如果有你（君さえいれば）
  - 作詞・作曲：岡崎律子、編曲：十川知司
  - 雙A面單曲《櫻花綻放》B面曲
  - 電視動畫《純情房東俏房客》片尾曲
  - 岡崎律子於2001年發行《純情房東俏房客OKAZAKI COLLECTION》中收錄自行翻唱的版本。
9. faint love
  - 作詞：MEGUMI、作曲・編曲：高橋剛
  - 單曲《KOIBUMI》B面曲
  - 電視動畫《朝霧的巫女》片頭曲
10. 天未亮、夜已過（朝未き・夜渡り）
  - 作詞：MEGUMI、作曲・編曲：高橋剛
  - 單曲《KOIBUMI》B面曲
  - 電視動畫《朝霧的巫女》插曲，也用為該作品最後一集的片尾曲。
11. 超討厭（だ・い・き・ら・い）
  - 作詞：MEGUMI、作曲・編曲：梶浦由記
  - 此作唯一的新曲（書き下ろし楽曲）。
12. Northern lights
  - 作詞：MEGUMI、作曲・編曲：高橋剛
  - 電視動畫《通靈王》第2代片頭曲
  - Oricon排行榜初登場即獲第3名，也是首次進入TOP3的單曲。
  - 奧井雅美於2003年發行的動畫歌曲翻唱專輯《Masami Kobushi（日语：マサミコブシ）》中收錄了此曲的翻唱版本。
13. Northern lights <ballade version>
  - 作詞：MEGUMI、作曲・編曲：高橋剛
  - #12（上記曲）敘事曲版本。
  - 收錄於電視動畫《通靈王》的廣播劇CD《與恐山會面〜prologue to shaman〜』（2002年發售）。
14. 殘酷的天使 [A.D.2001] <bonus track>
  - 作詞：及川眠子、作曲：佐藤英敏、編曲：大森俊之
  - 電視動畫《新世紀福音戰士》的企劃專輯《ANGELION -THE BIRTHDAY OF Rei AYANAMI-》中收錄的樂曲。